# Football League Cup 1998-1999
La Football League Cup 1998-1999, conosciuta anche con il nome di Worthington Cup per motivi di sponsorizzazione, è stata la 39ª edizione del terzo torneo calcistico più importante del calcio inglese, la 33ª in finale unica. La manifestazione, ebbe inizio l'11 agosto 1998 e si concluse il 21 marzo 1999 con la finale di Wembley.
Il trofeo fu vinto dal Tottenham Hotspur, tornato al successo dopo 26 anni, grazie alla vittoria per 1-0 sul Leicester City.

## Formula
La Football League Cup era riservata alle 20 squadre della Premier League e alle 72 della Football League. Il torneo era composto da scontri ad eliminazione diretta, che prevedevano nei primi due turni ed in semifinale due match: regola dei gol in trasferta in caso di parità, ma solo dopo i tempi supplementari ed a seguire eventuali calci di rigore. Mentre negli altri turni e nella finale unica ed in campo neutro, si giocava una singola gara: nell'eventualità di un pareggio, si procedeva, dapprima alla disputa dell'"extra time" e se necessario all'esecuzione dei tiri dal dischetto.
|                              | Squadre che entrano in questo turno                                                                    | Squadre qualificate dal turno precedente    |
| ---------------------------- | --- | ------------------------------------------- |
| Primo turno (72 squadre)     | - 24 squadre dalla Third Division - 24 squadre dalla Second Division - 24 squadre dalla First Division |                                             |
| Secondo turno (48 squadre)   | - 12 squadre dalla Premier League (non partecipanti alle competizioni europee)                         | - 36 squadre vincitrici del primo turno     |
| Terzo turno (32 squadre)     | - 8 squadre dalla Premier League (partecipanti alle competizioni europee)                              | - 24 squadre vincitrici del secondo turno   |
| Quarto turno (16 squadre)    | | - 16 squadre vincitrici del terzo turno     |
| Quarti di finale (8 squadre) | | - 8 squadre vincitrici del quarto turno     |
| Semifinali (4 squadre)       | | - 4 squadre vincitrici dei quarti di finale |
| Finale (2 squadre)           | | - 2 squadre vincitrici delle semifinali     |

## Primo turno
| Squadra 1         | Totale      | Squadra 2       | Andata | Ritorno        |
| ----------------- | ----------- | --------------- | ------ | -------------- |
| Barnet            | 2 - 6       | Wolverhampton   | 2 - 1  | 0 - 5          |
| Birmingham City   | 3 - 1       | Millwall        | 2 - 0  | 1 - 1          |
| Blackpool         | 2 - 1       | Scunthorpe Utd  | 1 - 0  | 1 - 1          |
| Bolton            | 4 - 0       | Hartlepool Utd  | 1 - 0  | 3 - 0          |
| Bournemouth       | 4 - 3       | Colchester Utd  | 2 - 0  | 2 - 3          |
| Bradford City     | 2 - 1       | Lincoln City    | 1 - 1  | 1 - 0          |
| Bristol City      | 7 - 4       | Shrewsbury Town | 4 - 0  | 3 - 4          |
| Bury              | 5 - 2       | Burnley         | 1 - 1  | 4 - 1          |
| Cambridge Utd     | 2 - 1       | Watford         | 1 - 0  | 1 - 1          |
| Exeter City       | 2 - 6       | Ipswich Town    | 1 - 1  | 1 - 5          |
| Fulham            | 4 - 2       | Cardiff City    | 2 - 1  | 2 - 1          |
| Grimsby Town      | 0 - 0       | Preston N.E.    | 0 - 0  | 0 - 0 (d.t.s.) |
| Huddersfield Town | 4 - 3       | Mansfield Town  | 3 - 2  | 1 - 1          |
| Leyton Orient     | 3 - 2       | Bristol Rovers  | 1 - 1  | 2 - 1          |
| Luton Town        | 5 - 4       | Oxford Utd      | 2 - 3  | 3 - 1          |
| Macclesfield Town | 3 - 2       | Stoke City      | 3 - 1  | 0 - 1          |
| Northampton Town  | 3 - 2       | Brighton        | 2 - 1  | 1 - 1          |
| Notts County      | 1 - 9       | Manchester City | 0 - 2  | 1 - 7          |
| Oldham Athletic   | 3 - 4       | Crewe Alexandra | 3 - 2  | 0 - 2          |
| Peterborough Utd  | 1 - 3       | Reading         | 1 - 1  | 0 - 2          |
| Plymouth          | 3 - 6       | Portsmouth      | 1 - 3  | 2 - 3          |
| Port Vale         | 3 - 4       | Chester City    | 1 - 2  | 2 - 2          |
| Rotherham Utd     | 0 - 3       | Chesterfield    | 0 - 1  | 0 - 2          |
| Scarborough       | 0 - 4       | Barnsley        | 0 - 1  | 0 - 3          |
| Sheffield Utd     | 5 - 3       | Darlington      | 3 - 1  | 2 - 2          |
| Southend Utd      | 2 - 0       | Gillingham      | 1 - 0  | 1 - 0          |
| Stockport County  | 2 - 2 (gfc) | Hull City       | 2 - 2  | 0 - 0 (d.t.s.) |
| Swansea City      | 1 - 2       | Norwich City    | 1 - 1  | 0 - 1          |
| Swindon Town      | 2 - 3       | Wycombe         | 2 - 1  | 0 - 2          |
| Torquay Utd       | 2 - 3       | Crystal Palace  | 1 - 1  | 1 - 2          |
| Tranmere          | 4 - 0       | Carlisle Utd    | 3 - 0  | 1 - 0          |
| Walsall           | 1 - 3       | QPR             | 0 - 0  | 1 - 3          |
| West Bromwich     | 2 - 4       | Brentford       | 2 - 1  | 0 - 3          |
| Wigan             | 2 - 0       | Rochdale        | 1 - 0  | 1 - 0          |
| Wrexham           | 2 - 2       | Halifax Town    | 0 - 2  | 2 - 0 (d.t.s.) |
| York City         | 1 - 4       | Sunderland      | 0 - 2  | 1 - 2          |

## Secondo turno
Le gare di andata si sono disputate tra il 15 ed il 16 settembre 1998, quelle di ritorno tra il 22 ed il 23 settembre 1998
| Squadra 1         | Totale | Squadra 2         | Andata | Ritorno |
| ----------------- | ------ | ----------------- | ------ | ------- |
| Barnsley          | 4 - 1  | Reading           | 3 - 0  | 1 - 1   |
| Bristol City      | 1 - 3  | Crewe Alexandra   | 1 - 1  | 0 - 2   |
| Blackpool         | 3 - 4  | Tranmere          | 2 - 1  | 1 - 3   |
| Bolton            | 6 - 3  | Hull City         | 3 - 1  | 3 - 2   |
| Bournemouth       | 3 - 2  | Wolverhampton     | 1 - 1  | 2 - 1   |
| Brentford         | 4 - 6  | Tottenham         | 2 - 3  | 2 - 3   |
| Bury              | 4 - 2  | Crystal Palace    | 3 - 0  | 1 - 2   |
| Coventry City     | 5 - 0  | Southend Utd      | 1 - 0  | 4 - 0   |
| Derby County      | 2 - 1  | Manchester City   | 1 - 1  | 1 - 0   |
| Fulham            | 2 - 1  | Southampton       | 1 - 1  | 1 - 0   |
| Halifax Town      | 2 - 5  | Bradford City     | 1 - 2  | 1 - 3   |
| Huddersfield Town | 2 - 3  | Everton           | 1 - 1  | 1 - 2   |
| Ipswich Town      | 3 - 4  | Luton Town        | 2 - 1  | 2 - 4   |
| Leicester City    | 6 - 1  | Chesterfield      | 3 - 0  | 3 - 1   |
| Leyton Orient     | 1 - 5  | Nottingham Forest | 1 - 5  | 0 - 0   |
| Macclesfield Town | 0 - 9  | Birmingham City   | 0 - 3  | 0 - 6   |
| Middlesbrough     | 3 - 1  | Wycombe           | 2 - 0  | 1 - 1   |
| Northampton Town  | 2 - 1  | West Ham Utd      | 2 - 0  | 0 - 1   |
| Norwich City      | 4 - 2  | Wigan             | 1 - 0  | 3 - 2   |
| Portsmouth        | 3 - 5  | Wimbledon FC      | 2 - 1  | 1 - 4   |
| QPR               | 0 - 3  | Charlton          | 0 - 2  | 0 - 1   |
| Sheffield Utd     | 2 - 3  | Grimsby Town      | 2 - 1  | 0 - 2   |
| Sheffield Weds    | 1 - 2  | Cambridge Utd     | 0 - 1  | 1 - 1   |
| Sunderland        | 4 - 0  | Chester City      | 3 - 0  | 1 - 0   |

## Terzo turno
| Squadra 1         | Risultato       | Squadra 2      |
| ----------------- | --------------- | -------------- |
| 27 ottobre 1998   |                 |                |
| Barnsley          | 2 - 1           | Bournemouth    |
| Charlton          | 1 - 2           | Leicester City |
| Liverpool         | 3 - 1           | Fulham         |
| Luton Town        | 2 - 0           | Coventry City  |
| Northampton Town  | 1 - 3           | Tottenham      |
| Norwich City      | 1 - 1 (1-3 dtr) | Bolton         |
| Nottingham Forest | 3 - 3 (4-3 dtr) | Cambridge Utd  |
| Sunderland        | 2 - 1           | Grimsby Town   |
| Tranmere          | 0 - 1           | Newcastle Utd  |
| 28 ottobre 1998   |                 |                |
| Birmingham City   | 1 - 2           | Wimbledon FC   |
| Chelsea           | 4 - 1           | Aston Villa    |
| Crewe Alexandra   | 0 - 1           | Blackburn      |
| Derby County      | 1 - 2           | Arsenal        |
| Leeds Utd         | 1 - 0           | Bradford City  |
| Manchester Utd    | 2 - 0           | Bury           |
| Middlesbrough     | 2 - 3           | Everton        |

## Quarto turno
| Squadra 1        | Risultato       | Squadra 2         |
| ---------------- | --------------- | ----------------- |
| 10 novembre 1998 |                 |                   |
| Bolton           | 1 - 2           | Wimbledon FC      |
| Liverpool        | 1 - 3           | Tottenham         |
| Luton Town       | 1 - 0           | Barnsley          |
| 11 novembre 1998 |                 |                   |
| Arsenal          | 0 - 5           | Chelsea           |
| Everton          | 1 - 1 (4-5 dtr) | Sunderland        |
| Leicester City   | 2 - 1           | Leeds Utd         |
| Manchester Utd   | 2 - 1           | Nottingham Forest |
| Newcastle Utd    | 1 - 1 (2-4 dtr) | Blackburn         |

## Quarti di finale
| Squadra 1       | Risultato | Squadra 2      |
| --------------- | --------- | -------------- |
| 1 dicembre 1998 |           |                |
| Sunderland      | 3 - 0     | Luton Town     |
| Wimbledon FC    | 2 - 1     | Chelsea        |
| 2 dicembre 1998 |           |                |
| Leicester City  | 1 - 0     | Blackburn      |
| Tottenham       | 3 - 1     | Manchester Utd |

## Semifinali
| Squadra 1  | Totale | Squadra 2      | Andata          | Ritorno          |
| ---------- | ------ | -------------- | --------------- | ---------------- |
|            |        |                | 26 gennaio 1999 | 17 febbraio 1999 |
| Sunderland | 2 - 3  | Leicester City | 1 - 2           | 1 - 1            |
|            |        |                | 27 gennaio 1999 | 16 febbraio 1999 |
| Tottenham  | 1 - 0  | Wimbledon FC   | 0 - 0           | 1 - 0            |

## Finale
| Arbitro: | Terry Heilbron |

|             |           |  |
| Nielsen 90’ | Marcatori |  |

| Tottenham | Leicester City |

| TOTTENHAM HOTSPUR: |    |                  |             |     |
|                    |    |                  |             |     |
| P                  | 1  | Ian Walker       |             |     |
| D                  | 2  | Stephen Carr     |             |     |
| D                  | 23 | Sol Campbell (C) |             |     |
| D                  | 15 | Ramon Vega       | Ammonizione |     |
| D                  | 12 | Justin Edinburgh |             |     |
| C                  | 9  | Darren Anderton  |             |     |
| C                  | 4  | Steffen Freund   |             |     |
| C                  | 6  | Allan Nielsen    |             |     |
| C                  | 14 | David Ginola     |             | 90’ |
| A                  | 10 | Les Ferdinand    |             |     |
| A                  | 18 | Steffen Iversen  |             |     |
| A disposizione:    |    |                  |             |     |
| P                  | 13 | Espen Baardsen   |             |     |
| D                  | 32 | Luke Young       |             |     |
| C                  | 20 | José Dominguez   |             |     |
| C                  | 22 | Andy Sinton      |             | 90’ |
| A                  | 11 | Chris Armstrong  |             |     |
| Manager:           |    |                  |             |     |
| George Graham      |    |                  |             |     |

| LEICESTER CITY: |    |                     |             |     |
|                 |    |                     |             |     |
| P               | 1  | Kasey Keller        |             |     |
| D               | 18 | Matt Elliott        | Ammonizione |     |
| D               | 5  | Steve Walsh (C)     |             |     |
| D               | 4  | Gerry Taggart       |             |     |
| D               | 19 | Robert Ullathorne   |             |     |
| D               | 11 | Steve Guppy         |             |     |
| C               | 7  | Neil Lennon         |             |     |
| C               | 6  | Muzzy İzzet         |             |     |
| C               | 14 | Robbie Savage       | Ammonizione | 90’ |
| A               | 27 | Tony Cottee         |             |     |
| A               | 9  | Emile Heskey        |             | 74’ |
| A disposizione: |    |                     |             |     |
| P               | 22 | Pegguy Arphexad     |             |     |
| D               | 15 | Pontus Kåmark       |             |     |
| C               | 16 | Stuart Campbell     |             |     |
| C               | 37 | Theodōros Zagorakīs |             | 90’ |
| A               | 20 | Ian Marshall        |             | 74’ |
| Manager:        |    |                     |             |     |
| Martin O'Neill  |    |                     |             |     |